# Stonata
Stonata è il settimo album della cantautrice italiana Giorgia, pubblicato il 9 novembre 2007 dall'etichetta discografica dell'artista, Dischi di Cioccolata.

## Descrizione
Ha segnato il ritorno della cantante in Italia dopo il primo MTV Unplugged italiano, del 2005. Il disco contiene la collaborazione con Mina nella canzone Poche parole, scritta dalla stessa Giorgia, il duetto in Vieni fuori con Diana Winter e la traccia finale Adesso lo sai, in collaborazione con il cantante-ballerino Emanuel Lo.
Questo album è basato molto per argomenti sul bisogno di contatto tra esseri umani, temi sociali e sentimentali, in Parlo con te la cantante chiede un disperato contatto umano ed esprime il bisogno di ascoltare e di essere ascoltata.
La traccia numero due Libera la mente, contiene un intervento in chiave rap di Beppe Grillo, tratto da un suo spettacolo risalente al marzo 2007, mentre in Invisibile traccia la cantante si è avvalsa del contributo di Elio di Elio e le Storie Tese in qualità di flautista.
L'album ha riscosso un discreto successo debuttando alla seconda posizione nella classifica ufficiale italiana, rimanendo per otto settimane tra le prime venti posizioni della classifica. L'album ha venduto, secondo i dati della rivista Musica e dischi, relativi all'anno (2007) 150 000 copie ottenendo il doppio disco di platino. Per poi superare le 180 000 copie.
Il 6 giugno 2008 in occasione del Wind Music Awards presso l'Auditorium della Conciliazione di Roma riceve il premio "Multiplatinum" (il vecchio PIM) per le vendite dell'album, programma andato in onda il 14 giugno.

## Tracce
CD (RCA 88697187272 (Sony BMG) / EAN 0886971872729)
1. Parlo con te – 2:50 (Giorgia)
2. Libera la mente (feat. Beppe Grillo) – 3:13 (Giorgia)
3. Ora basta – 3:51 (Giorgia)
4. Anime sole (feat. Pino Daniele) – 3:48 (Giorgia)
5. Chiaraluce (feat. Cesare Picco) – 3:47 (Alessandro De Berti, Giorgia, Stivali)
6. Mal di terra – 3:22 (Giorgia, Emanuel Lo)
7. Poche parole (feat. Mina) – 4:06 (Giorgia, Emanuel Lo)
8. La La Song (non credo di essere al sicuro) – 3:17 (Maurizio D'Aniello, Giorgia, Elisa Rosselli)
9. Libertango interludio – 1:44 (Franca, Astor Piazzolla)
10. Stonata (feat. Cesare Picco) – 3:36 (Giorgia)
11. Invisibile traccia – 3:16 (Matteo Dolla, Giorgia)
12. Vieni fuori (feat. Diana Winter) – 3:27 (Fabio Balestrieri, Giorgia, Enrico Ruggeri)
13. Come sei – 3:37 (Giorgia, Claudio Guidetti)
14. Gli amanti – 2:59 (testo: Giorgia – musica: Giorgia, Massimo Calabrese, Piero Calabrese)
15. Adesso lo sai (feat. Emanuel Lo) – 3:21 (Giorgia, Emanuel Lo)

Durata totale: 50:14

## Formazione
- Giorgia - voce, cori, programmazione aggiuntiva, sintetizzatore
- Fabio Balestrieri - pianoforte, cori, chitarra, Fender Rhodes, sintetizzatore
- Nick Taccori - batteria, percussioni
- Michael Bland - batteria
- Sonny T. - basso
- Emanuel Lo - pianoforte, programmazione, sintetizzatore
- Massimo Calabrese - basso, cori
- Alessandro De Berti - programmazione
- Luca Meneghello - chitarra
- Alessandro Centofanti - Fender Rhodes, clavinet, pianoforte, organo Hammond
- Riccardo Corbari - chitarra acustica, chitarra elettrica, sintetizzatore
- Pino Daniele - chitarra in Anime sole
- Gianni Davoli - fisarmonica
- Pierpaolo Ranieri - basso
- Angelo Cattoni - clavinet, Fender Rhodes, organo Hammond
- Matteo Dolla - chitarra acustica, programmazione aggiuntiva, chitarra elettrica, percussioni, tastiera, sintetizzatore
- Stefano Lenzi - sintetizzatore, programmazione, pianoforte, Fender Rhodes
- Maurizio Fiordiliso - chitarra
- Andrea Grossi - basso
- Alessandro Soresini - batteria
- Livio Magnini - sintetizzatore, programmazione, percussioni
- Cesare Picco - Fender Rhodes, pianoforte
- Marco Rinalduzzi - chitarra, programmazione
- Marco Siniscalco - basso
- Moujan Hosseinzadeh - viola
- Marco Lenzi - violino
- Gloria Ferdinandi - violino
- Andrea Cortesi - violino
- Brunella Cucumazzo - violino
- Sergio Orlandi - tromba
- Angelo Rolando - trombone
- Claudio Wally Allifranchini - sassofono tenore
- Danilo De Santis, Guy Michael Franca - cori

## Date del tour
Le date in programma:
22 febbraio, Firenze, Mandela Forum
23 febbraio, Padova, PalaNet
25 febbraio, Assago (Mi), DatchForum
26 febbraio, Torino, PalaMazda
28 febbraio, Genova, PalaVaillant
1 marzo, Parma, Palaraschi
2 marzo, Brescia, Palasport
4 marzo, Ravenna, Pala De Andrè
5 marzo, Porto San giorgio, Palasport
7 marzo, Roseto degli Abruzzi, Palasport
8 marzo, Barletta, Palasport
10 marzo, Palermo, Palasport
11 marzo, Catania, Palacatania
13 marzo, Napoli, Palapartenope
15 marzo, Roma, Palalottomatica

## Classifiche
| Classifica (2007) | Posizione massima |
| ----------------- | ----------------- |
| Italia            | 2                 |

### Classifiche di fine anno
| Classifica (2007) | Posizione |
| ----------------- | --------- |
| Italia            | 42        |
| Classifica (2008) | Posizione |
| Italia            | 59        |